# 太阳岭乡
太阳岭乡是中国陕西省汉中市宁强县下辖的一个乡。

## 行政区划
太阳岭乡下辖以下行政区：
石磙场村、天星桥村、伍家坝村、青林咀村、赵家河村、长沟村